# فيليب جيلجن
فيليب جيلجن (مواليد 12 أكتوبر 1976) هو سبّاح سويسري، مثّل بلاده في الألعاب الأولمبية الصيفية 2000.

## روابط خارجية
فيليب جيلجن على موقع الاتحاد الدولي للسباحة (الإنجليزية)
- فيليب جيلجن على موقع أوليمبيديا (الإنجليزية)